# マックフルーリー

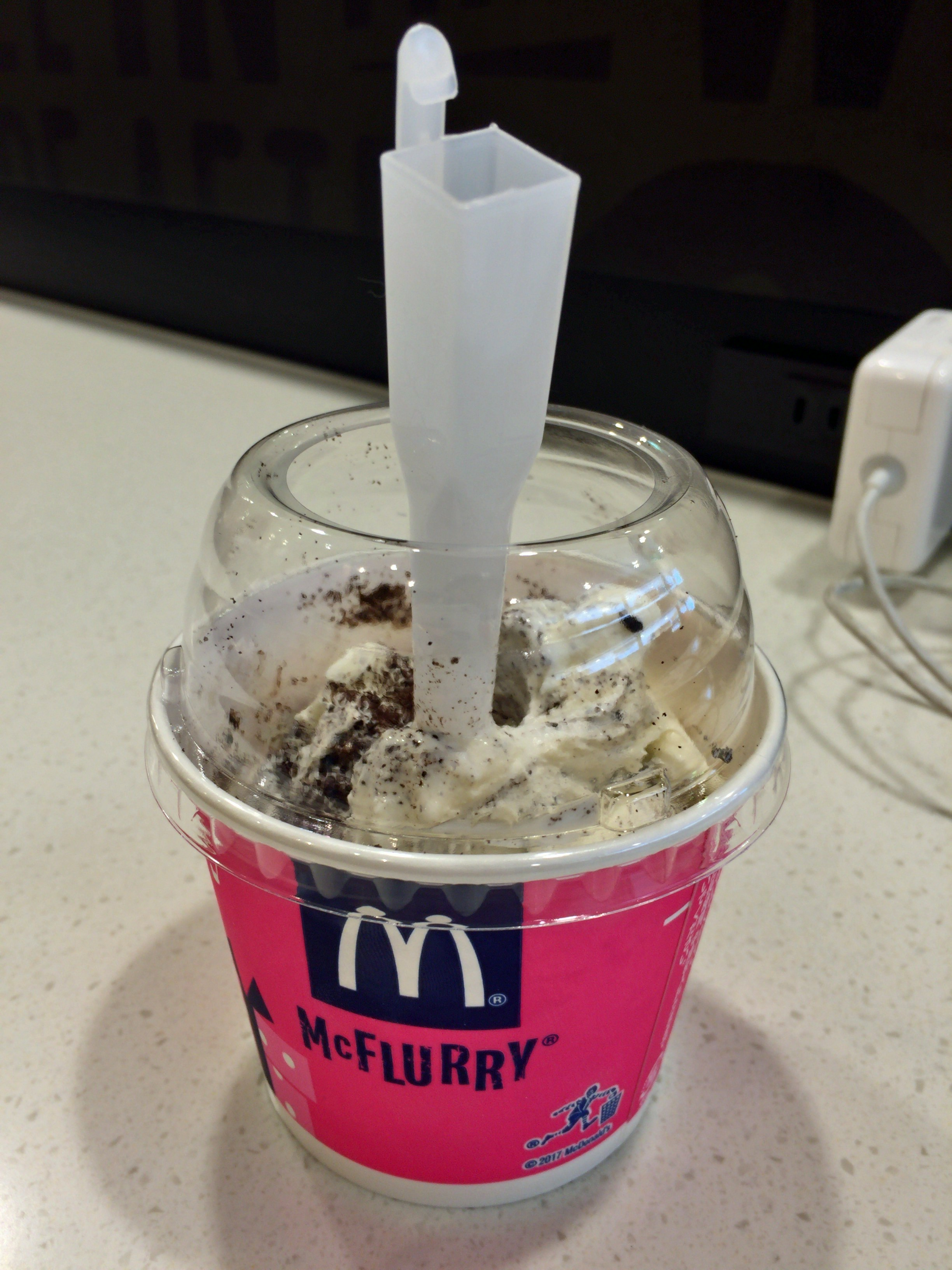
オレオ風味のマックフルーリー

マックフルーリーとは、マクドナルドで提供されている製品であり、ソフトクリームに砕いた菓子を混ぜ込んだものである。

## 概要
本製品は1995年にカナダのマクドナルドで誕生した。自店舗のそばに進出してきた人気アイスクリームチェーンに対抗するため、フランチャイズオーナーが考案した。フルーリーという名前は「疾風」「突風」を意味しており、スプーンを用いてソフトクリームとオレオを高速で混ぜ合わせることにちなむと同時に、競合製品のアイスクリーム「ブリザード」への対抗もある。
日本では2006年に販売を開始し、当初の価格は300円。その後、小さな子どもでも食べやすくするために2011年3月11日から大幅に減量した上で190円に下げされた
。
2024年9月現在、レギュラー販売されているトッピングはオレオクッキー1種類。過去にネスレクランチ、キットカットの2種類もあったが販売終了。この商品に付いてくるスプーンは注文後の混ぜ込み用として使うので、機械に取り付けられるよう持つ方が四角く、ストッパーが付いた特殊なものである。
期間限定のフレーバーも多数登場しており、旬の食材を用いたもの（例：日向夏チーズケーキ）や、企業やキャラクターとのコラボレーション（例：森永ミルクキャラメル、ポムポムプリン）など多岐にわたる。
2010年まではいずれも330円、2011年は220円、2012年は250円。なお、一部店舗では、マックフルーリーで「オレオ」「クランチ」「M&Ms」「バターフィンガー」の4種類が提供されている。
これまではプラスチックのふたとスプーンが付いた紙製の容器で提供されていたが、日本においては2024年から環境への配慮から紙のふたと木製のスプーンへと変更された。

## 期間限定フレーバー
| 販売時期                         | フレーバー                  | 備考 | 注          |
| -------------------------------- | --------------------------- | --- | ----------- |
| 2007年7月 2009年4月              | ストロベリー&オレオクッキー | | [ 5 ]       |
| 2007年8月 2008年3月              | キャラメル&オレオクッキー   | | [ 6 ]       |
| 2008年1月                        | ダブルショコラ              | チョコレート風味のソフトクリームとキットカット | [ 2 ] [ 8 ] |
| 2008年4月 2009年3月 2013年3月    | 抹茶&オレオクッキー         | | [ 9 ]       |
| 2008年6月 2009年6月              | ミルクティー&オレオクッキー | | [ 10 ]      |
| 2008年8月 2014年7月 2015年5月    | ブルーベリー&オレオクッキー | | [ 11 ]      |
| 2008年10月                       | キャラメルマキアート        | キットカットとのコラボレーション商品 | [ 12 ]      |
| 2009年1月 2009年4月下旬          | クッキー&ショコラ           | クッキーはオレオクッキー | [ 13 ]      |
| 2009年8月                        | ミント&オレオクッキー       | | [ 14 ]      |
| 2009年9月                        | ガトーマロン                | | [ 15 ]      |
| 2010年6月                        | ストロベリー&ヨーグルト     | | [ 16 ]      |
| 2010年11月                       | チョコレートケーキ          | | [ 17 ]      |
| 2011年3月25日                    | バナナケーキ                | | [ 18 ]      |
| 2011年7月                        | ダブルチョイス              | 六本木ヒルズ店など一部店舗のみの期間限定、ソース（ストロベリー・チョコレート・キャラメル）・トッピング（オレオクッキー・ケロッグ グラノラ・キットカット）それぞれ1種類を選んで組み合わせる | [ 19 ]      |
| 2012年6月                        | トロピカルソーダ            | | [ 20 ]      |
| 2012年8月                        | キャラメルプリン            | | [ 21 ]      |
| 2012年12月                       | マーブルオレオ              | | [ 22 ]      |
| 2015年11月3日～12月下旬          | ガトーショコラ              | サイコロ状に切ったチョコレートケーキを載せたフルーリー | [ 23 ]      |
| 2016年6月1日～7月下旬            | 日向夏チーズケーキ          | この前後にはマックフルーリー以外でもご当地メニューを展開していた | [ 24 ]      |
| 2016年                           | ポムポムプリン              | | [ 25 ]      |
| 2017年5月                        | 森永ミルクキャラメル        | 「マックシェイク 森永ミルクキャラメル」の好評を受けて誕生した。 | [ 26 ]      |
| 2017年7月14日～8月上旬 2021年6月 | ピカチュウのチョコバナナ    | | -           |
| 2017年8月                        | ブラックサンダー            | | [ 29 ]      |
| 2018年8月                        | 白いブラックサンダー        | 北海道限定 | [ 30 ]      |
| 2019年7月～8月下旬               | ニューヨークチーズケーキ    | | [ 31 ]      |
| 2019年7月～8月下旬               | ダブルチョコファッジ        | | [ 31 ]      |
| 2022年2月                        | キットカット ストロベリー   | | [ 32 ]      |
| 2022年7月                        | 濃厚マンゴー＆カルピス      | | [ 33 ]      |
| 2022年                           | 月見                        | モンブラン風味 | [ 34 ]      |
| 2022年11月16日～2023年1月上旬    | プレッツェル キャラメル     | | [ 2 ]       |
| 2022年11月16日～2023年1月上旬    | ストロベリー ココアクッキー | | [ 2 ]       |
| 2023年1月                        | 小枝                        | | [ 35 ]      |
| 2024年6月                        | 杏仁マンゴー                | | [ 36 ]      |
| 2025年1月                        | ニューヨークチーズケーキ    | | [ 37 ]      |